# Neotrephinae
Neotrephinae is een onderfamilie van de familie Helotrephidae uit de onderorde van de wantsen. De familie werd voor het eerst wetenschappelijk beschreven door China in 1940.

## Taxonomie
De onderfamilie bevat de volgende geslachten:

- Neotrephes China, 1936
- Paratrephes China, 1940